# Hesperis macedonica
Hesperis macedonica är en korsblommig växtart som beskrevs av Adamovic. Hesperis macedonica ingår i släktet hesperisar, och familjen korsblommiga växter. Inga underarter finns listade i Catalogue of Life.